# 1550
1550. је била проста година.

## Рођења

### Јун
- 27. јун — Шарл IX Валоа, француски краљ